# 1965 au Yukon
Chronologie du Yukon
- 1961
- 1962
- 1963
- 1964
- 1965
- 1966
- 1967
- 1968
- 1969

Cette page concerne des événements d'actualité qui se sont produits durant l'année 1965 dans le territoire canadien du Yukon.

## Politique
- Commissaire : Gordon Robertson Cameron
- Législature : 20e

## Événements
- 8 novembre : Lester B. Pearson remporte les élections générales, mais son gouvernement est de nouveau minoritaire. Dans la circonscription du territoire du Yukon, Erik Nielsen du progressiste-conservateur est réélu pour un cinquième mandat face au libéral Ray McKamey.

## Naissances
- 10 mai : Matthew Lien (en), musicien.
- 23 juin : Mike McLarnon (en), député territoriale de Whitehorse-Centre (2000-2002).
- 20 août : Trevor Harding (en), député territoriale de Faro (1992-2000) et chef du Nouveau Parti démocratique du Yukon par intérim (2000)

## Décès
- 23 août : George Black, commissaire du Yukon (1912-1915) et député fédéral de la circonscription du territoire du Yukon (1921-1935, 1940-1949) (º 10 avril 1873)